# Gary Hooper
Gary Hooper (* 26. Januar 1988 in Loughton, Essex) ist ein englischer Fußballspieler.

## Karriere

### Southend United
Nach seiner Anfangszeit beim unterklassigen Verein Grays Athletic wechselte Gary Hooper am 10. August 2006 zum englischen Zweitligisten Southend United. Sein neuer Verein war im Vorjahr aus der drittklassigen Football League One aufgestiegen und erwartete sich von dem talentierten Angreifer eine Verstärkung seiner Offensive. In zwei Jahren in Southend gelangen Hooper jedoch lediglich zwei Treffer in 32 Ligaeinsätzen. Während dieser Zeit verlieh ihn sein Verein 2007 an Leyton Orient und 2008 für drei Monate an den Viertligisten Hereford United. Besonders in Hereford hinterließ er einen bleibenden Eindruck, sorgten doch seine elf Tore in 19 Einsätzen mit für den Aufstieg in die dritte Liga.

### Scunthorpe United
Am 1. Juli 2008 wechselte Gary Hooper für 125.000 Pfund zum englischen Drittligisten Scunthorpe United und unterschrieb dort einen Dreijahresvertrag. Als unumstrittener Stammspieler gelang ihm eine exzellente Saison mit 24 Toren in 45 Ligaspielen. Auch sein neuer Verein profitierte von dieser ausgezeichneten Trefferquote und qualifizierte sich durch einen sechsten Tabellenrang für die Play-offs. Nach einem Erfolg über Milton Keynes Dons besiegte Scunthorpe im Finale in Wembley den FC Millwall mit 3:2. Auch nach dem Aufstieg in die Football League Championship 2009/10 konnte er seine Treffsicherheit konservieren und erzielte 19 Tore in 35 Spielen. Sein Verein sicherte sich am Saisonende knapp den Klassenerhalt in der zweiten englischen Liga und profitierte dabei auch entscheidend von seinen Toren.

### Celtic Glasgow

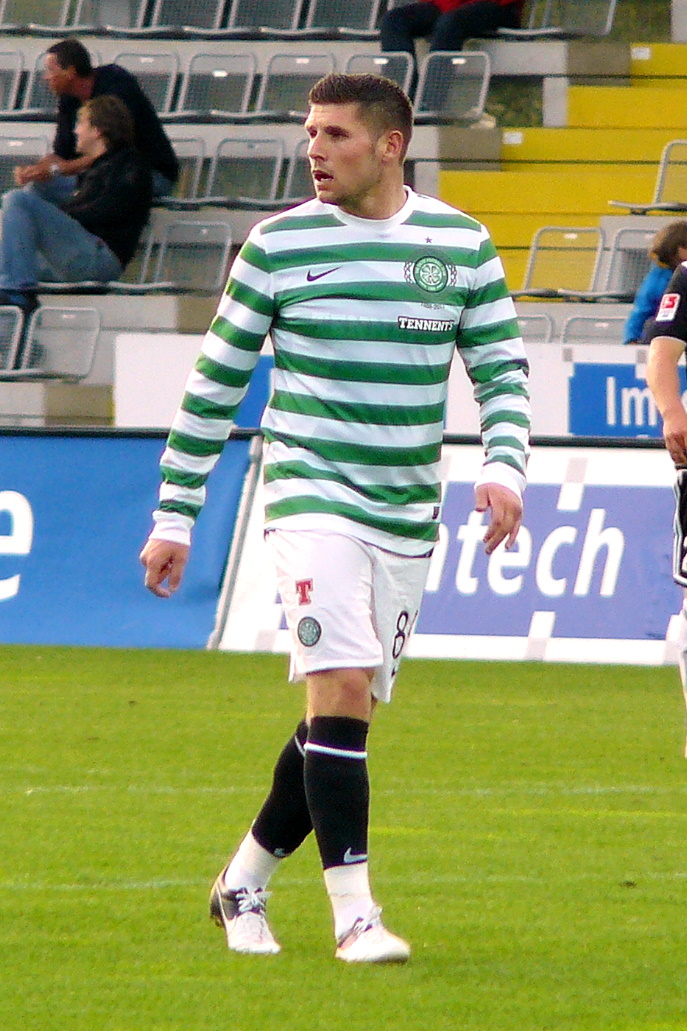
Gary Hooper (2012)

Nach seinem erfolgreichen Durchbruch in der zweithöchsten englischen Liga entschied sich Hooper zu einem weiteren Schritt in seiner noch jungen Karriere und wechselte für 2.400.000 Pfund zum schottischen Spitzenverein Celtic Glasgow in die Scottish Premier League. Celtic hatte sich in den vergangenen beiden Jahren in der Meisterschaft dem Lokalrivalen Glasgow Rangers geschlagen geben müssen. Unter dem neuen Trainer Neil Lennon verpflichtete der Verein neben Hooper unter anderem mit Freddie Ljungberg, Du-Ri Cha und Joe Ledley weitere Spieler um sich den Meistertitel zu sichern. Gary Hooper erwischte einen ausgezeichneten Start in die Scottish Premier League 2010/11 und konnte in seinen ersten elf Ligaspielen zehn Tore erzielen. In der darauffolgenden Spielzeit 2011/12 gewann er mit Celtic die Schottische Meisterschaft und wurde mit 24 erzielten Treffern Torschützenkönig. Im letzten Spiel der Saison traf er fünfmal beim 5:0-Sieg gegen Heart of Midlothian, was vor ihm lediglich den beiden Rangers-Spielern Kris Boyd und Kenny Miller gelungen war. In der Spielzeit darauf konnte er mit der Mannschaft den Titel erfolgreich verteidigen, wobei er 19-mal ins gegnerische Tor traf. Zugleich entschied er mit zwei erzielten Toren das Schottische Pokalfinale gegen Hibernian Edinburgh.

### Norwich City
Im Juli 2013 unterschrieb der Stürmer einen Dreijahresvertrag bei Norwich City. Er lief in 70 Partien für die Canaries auf (20 Tore) und konnte mit ihnen in der Saison 2014/15 in die Premier League aufsteigen.

### Sheffield Wednesday
Nach einer Leihe ab Oktober 2015 wurde Hooper vom Ligakonkurrenten Sheffield Wednesday schließlich im Sommer 2016 dauerhaft unter Vertrag genommen. Er absolvierte 89 Pflichtspiele für den Verein, in denen er 31 Treffer erzielen konnte.

### Wellington Phoenix
Im Oktober 2019 unterschrieb der Stürmer einen Vertrag beim in der australischen A-League spielenden neuseeländischen Klub Wellington Phoenix.

## Erfolge
mit Grays Athletic:
- Conference South: 2004/05
- FA Trophy: 2004/05, 2005/06

mit Hereford United:
- Aufstieg in die Football League One: 2007/08

mit Celtic Glasgow:
- Schottischer Meister: 2011/12, 2012/13
- Schottischer Pokalsieger: 2010/11, 2012/13
- Torschützenkönig der Scottish Premier League: 2012 (24 Tore)

mit Norwich City:
- Aufstieg in die Premier League: 2015